# پسر خدایی (فیلم)
پسر خدایی (به تامیلی: Deiva Magan) یا پسر الهی فیلمی محصول سال ۱۹۶۹ و به کارگردانی ای.سی.تریلوکچاندار است. در این فیلم بازیگرانی همچون سیواجی گانسان، جئی‌لالیتا، پانداری بای، ماجور سوندارجان، ام.ان. نامبیار، ناگش، ویجایسری ایفای نقش کرده‌اند.